# Prosoplus parvulus
Prosoplus parvulus là một loài bọ cánh cứng trong họ Cerambycidae.